# San Andrés Tenejapan
San Andrés Tenejapan es una localidad del estado mexicano de Veracruz. Es cabecera del municipio de San Andrés Tenejapan.

## Demografía
| Censo | Población |
| ----- | --------- |
| 1900  | 700       |
| 1910  | 721       |
| 1921  | 623       |
| 1930  | 514       |
| 1940  | 558       |
| 1950  | 550       |
| 1960  | 794       |
| 1970  | 826       |
| 1980  | 339       |
| 1990  | 481       |
| 1995  | 461       |
| 2000  | 549       |
| 2005  | 614       |
| 2010  | 657       |
| 2020  | 735       |